# Long Shot (película de 2017)
Long Shot (en español: improbable) es un cortometraje documental de 40 minutos dirigido por Jacob LaMendola y producido por Mary Beth Minthorn. Fue estrenado el 3 de septiembre de 2017 en el Festival de Cine de Telluride y se encuentra disponible en Netflix desde el 29 de septiembre de 2017. El filme muestra la inusual defensa de un hombre que enfrentaba la pena de muerte por ser acusado del asesinato de una adolescente.

## Sinopsis
El 12 de mayo del año 2003, un par de días después de testificar contra una pandilla, Martha Puebla, una adolescente de 16 años, fue asesinada de un disparo en la cabeza en la entrada de su casa en Los Ángeles, California. Por este hecho, la policía decide arrestar a Juan Catalan, un hombre hispano de 24 años, quien era el hermano de uno de los pandilleros contra los cuales la víctima había testificado en contra. Sin embargo, el acusado tenía una coartada. La noche del asesinato, Catalan se encontraba en el Dodger Stadium viendo un partido de béisbol con su hija de 6 años, los equipos que se enfrentaban eran Atlanta Braves vs Los Angeles Dodgers (club del cual Juan era aficionado), esa noche los Dodgers perdieron 11 a 4 contra los Atlanta Braves.
El abogado del acusado, Todd Melnik (sin éxito) comenzó a observar filmaciones del partido, intentando ver si su cliente había sido capturado por las cámaras. Ante esta investigación, Juan Catalan recordó ver algo inusual esa noche en el estadio. En el medio del juego, el acusado va a comprar golosinas con su hija pero cuando intenta volver a su asiento, un grupo de guardias lo detiene por un momento y luego lo dejan pasar. En ese entonces, Juan observa un par de personajes siendo filmados por un equipo de camarógrafos. Esta descripción le sirvió a su abogado para investigar más acerca de quiénes eran esas personas y si tenían algún material que pudiera probar la presencia de Juan en el estadio.
Luego de consultar con varios técnicos que trabajaban en el estadio esa noche, Todd Melnik, descubre que la gente, que aparentemente vio Juan esa noche, era el equipo de filmación de la serie Curb Your Enthusiasm protagonizada por Larry David (cocreador de la serie Seinfeld) y transmitida por HBO. El abogado se comunica con la producción del show, los cuales le dan acceso a las filmaciones de esa noche y eventualmente logra descubrir una imagen nítida de Juan Catalan en el estadio, la noche del asesinato de Martha, yendo a su asiento con su hija.
Todo parecía estar claro para la defensa de Juan, sin embargo, la línea de tiempo no coincidía. El asesinato había sido cometido a las 22:32, hora en la cual el partido de baseball había terminado. Por lo cual, era posible que Juan estuviera fuera del estadio a esa hora. Es por esto que el abogado de Catalan decide investigar y presentar más pruebas. En este caso, las llamadas que Juan hizo a su novia (la madre de su hija) sirvieron para determinar en qué localidad se encontraba el acusado a esa hora. De esta manera la jueza Leslie Dunn decide terminar el caso. Por otro lado, Juan, quien había estado detenido durante 6 meses hasta ese entonces, sale en libertad.
La fiscal del caso fue Beth Silverman, quien aparece en el documental, conocida como la francotiradora porque le gustaba elegir a gente que terminaban en la pena capital. De declararse culpable, Juan Catalan enfrentaba la pena de muerte. Los detectives que detuvieron a Juan, Martin Pinner y Juan Rodriguez, solo se basaron en un identikit y en la conexión que Juan tenía con su hermano, el cual pertenecía a la pandilla a la que Martha, la víctima de homicidio, había acusado.
Juan Catalan demandó a la ciudad de Los Ángeles, por lo cual, obtuvo una recompensa de $320.000. Por otro lado, se inició otra investigación para resolver el asesinato de Martha Puebla y se determinó que los asesinos fueron una pandilla llamada The Vineland Boyz, quienes se habían enterado de que Martha Puebla había testificado contra ellos porque los detectives Martin Pinner y Juan Rodriguez se lo habían dicho a miembros de esta pandilla con el fin de obtener una confesión. El detective Pinner fue entonces removido para trabajar en casos de homicidios, por otro lado, Rodriguez fue transferido a una unidad de investigación de fraude de coches.

## Premios
Long Shot ganó el premio dado por la audiencia a mejor cortometraje en el Festival Internacional de Cine de Hamptons. También estuvo nominado a mejor cortometraje por la asociación internacional de cortometrajes y estuvo nominado en los premios Emmy por noticias y documentales.